# 钝裂蓝翠雀花
钝裂蓝翠雀花（学名：Delphinium caeruleum var. obtusilobum）为毛茛科翠雀属下的一个变种。

## 扩展阅读
- 維基物種上的相關：钝裂蓝翠雀花